# Suore domenicane della Beata Imelda
Le suore domenicane della Beata Imelda sono un istituto religioso femminile di diritto pontificio: i membri di questa congregazione, dette comunemente Imeldine, pospongono al loro nome la sigla S.D.B.I.

## Storia
La congregazione venne fondata dal frate domenicano Giocondo Lorgna (1870-1928), parroco della basilica dei Santi Giovanni e Paolo di Venezia. Nel 1901, pregando nel santuario della Madonna del Rosario di Fontanellato, il frate ebbe l'ispirazione di dar vita a una nuova congregazione. A Venezia padre Lorgna organizzò una fraternità di tre terziarie domenicane per collaborare alle iniziative promosse dalla parrocchia: il 30 ottobre 1922 il sodalizio venne trasformato da pia unione in congregazione religiosa dal patriarca di Venezia Pietro La Fontaine. La prima superiora fu Caterina Boscolo.
La congregazione è intitolata alla beata Imelda Lambertini, monaca domenicana bolognese del XIV secolo che, secondo la tradizione, morì tredicenne dopo aver ricevuto miracolosamente l'Eucaristia. L'istituto ottenne il pontificio decreto di lode il 4 marzo 1943 e venne approvato definitivamente dalla Santa Sede il 18 aprile 1958.
Nel 2002 nella congregazione delle imeldine è confluita quella delle Maestre Luigine di Parma, anch'esse di tradizione domenicana e dedite all'insegnamento.

## Attività e diffusione
Le imeldine si dedicano all'istruzione dei giovani in scuole di vario grado: la spiritualità dell'istituto è eucaristica.
Sono presenti in Italia (Emilia-Romagna, Lazio, Lombardia, Sardegna, Veneto), Albania, Bolivia, Brasile, Camerun, Filippine: la sede generalizia è a Roma.
Al 31 dicembre 2005 l'istituto contava 298 religiose in 40 case.